# Georges Suffert
Georges Suffert, né le 14 mai 1927 dans le 7e arrondissement de Paris et mort le 17 janvier 2012 à Bourges, est un journaliste et écrivain français. Il a notamment collaboré à France Observateur, L'Express, Le Figaro et Le Point dont il fut l’un des fondateurs en 1972.

## Biographie

### Origines et jeunesse
Georges Suffert est le fils de Gustave, ancien élève du collège Stanislas, et propriétaire de l'hôtel Jeanne d'Arc, rue Vaneau, fréquenté par les responsables religieux en visite chez l’archevêque de Paris, mais aussi des mercenaires et des trafiquants d’armes comme Raymond Westerling. Il possédait une villa des années 1920 dotée d'un parc planté de séquoias, à Saint-Vérain dans la Nièvre.
Georges Suffert entre à seize ans dans un réseau de résistance avec son frère et se bat l'année suivante sur une barricade du boulevard Saint-Michel lors de la Libération de Paris. Blessé, il reçoit la Croix de guerre.
Il étudie à la Sorbonne où il s'inscrit dans le sillage de la Jeunesse étudiante chrétienne, la JEC. Il écrit dans le journal des étudiants catholiques de la faculté Tala Sorbonne,.
Il organise à vingt ans un colloque dans l'hôtel de son père avec les intellectuels catholiques Jean Daniélou, François Mauriac, Gabriel Marcel et Étienne Borne et lance une revue gauchiste, Les Mal Pensants.

### Engagement politique
En 1953, Georges Suffert entre au Commissariat général au Plan. En y côtoyant Jean Monnet, il devient ardent défenseur de la construction européenne.
Proche d'André Mandouze, il collabore à La Tribune des Peuples, de K.S. Karol, s'engage pour l'indépendance du Maroc puis de l'Algérie. Il milite contre la guerre d'Algérie et le recours à la torture.
De 1958 à 1965, Georges Suffert est secrétaire général du Club Jean Moulin, fondé le 13 mai 1958 par, notamment, Daniel Cordier, ancien secrétaire de Jean Moulin, et Stéphane Hessel. Jusqu'en 1970, ce club a contribué à la rénovation de la gauche.
Rejetant le mouvement de Mai 68, il se tourne alors vers la figure de Raymond Aron et la droite libérale.

### Carrière journalistique
Devenu journaliste, après avoir collaboré à Témoignage chrétien puis aux Cahiers de la République, revue dirigée par Pierre Mendès France, il entre à France Observateur.
Il écrit également dans la revue Esprit.
Georges Suffert a été rédacteur en chef à L’Express, puis, après la rupture de l'équipe dirigeante de cet hebdomadaire avec Jean-Jacques Servan-Schreiber, en 1971, il se lance avec ces derniers (Olivier Chevrillon, Claude Imbert, Jacques Duquesne, Pierre Billard...) dans l’aventure du Point à partir de 1972.

### L'Affaire Henri Curiel
Dans son numéro du 21 juin 1976, Le Point publie un article de Georges Suffert qui accuse le militant Henri Curiel d’être « à la tête d’un réseau de soutien au terrorisme », complice de Carlos et agent du KGB. Sans qu'il y ait aucune relation avec cet article, Curiel sera abattu le 4 mai 1978 à Paris, XIIIe, par deux hommes jamais identifiés, relançant la polémique née à la parution de l'article. Ce meurtre a été attribué à un mystérieux Commando Delta proche de l’OAS,. Certains[Qui ?], au Point, reprochèrent alors à Suffert son article, ce qui conduisit à une grave crise au sein de la rédaction et au départ de Georges Suffert et au ralentissement de sa carrière journalistique.

### Fin de carrière
De 1980 à 1981, il présente La rage de lire sur TF1.
Il a été membre du comité éditorial du quotidien Le Figaro et éditorialiste pour Le Républicain lorrain. Il écrit également, par le truchement de son ami Pierre Chaunu, dans La Manche Libre à partir de 1999.
Il publie de nombreux ouvrages, sur l'histoire de l'Église et la politique.
Il meurt dans la nuit du 16 au 17 janvier 2012 à Bourges, des suites d'une crise cardiaque, à l'âge de 84 ans. Ses obsèques ont été célébrées à Saint-Vérain (Nièvre), ville où il est inhumé.

## Prix et distinctions
L’Académie française lui décerne le prix Ève Delacroix en 1982 pour Un royaume pour une tombe et le prix Roberge en 1984 pour Saint-Fargeau/Ancy-le-Franc.
Ses Mémoires d'un ours lui valent le Prix Saint-Simon 1995.
Son livre Tu es Pierre - Histoire de l’Église fondée par Jésus-Christ, il y a 2000 ans, publié aux Éditions de Fallois, a obtenu le Prix des Maisons de la Presse en 2000. Le Pape et l’Empereur, chez le même éditeur, reçoit le Prix Cazes en 2003.
Georges Suffert était officier de Ordre national de la Légion d'honneur et commandeur de l’Ordre national du Mérite.

## Essais
- Le Pape et l’Empereur, Éditions de Fallois, 2003.
- Tu es Pierre - Histoire de l’Église fondée par Jésus-Christ, il y a 2000 ans, Éditions de Fallois, 2000.
- En cheminant avec Jésus. Les Évangiles revisités par un chrétien ordinaire, Ramsay, 1997.
- Mémoires d’un ours, Éditions de Fallois, 1995.
- Les nouveaux cow-boys. Essai sur l’anti-americanisme primaire, Orban, 1984.
- Le tocsin, Éditions Grasset & Fasquelle, 1984.
- Quand l’occident se réveillera, Grasset & Fasquelle, 1980.
- Charles de Gaulle 1890-1970, Biographies historiques, éditions Express.
- La fête au Togo et autres histoires, Grasset & Fasquelle, 1979.
- La peste blanche ou comment éviter le suicide du continent (avec Pierre Chaunu), Gallimard, 1977.
- Lettre ouverte aux gens de vingt ans à qui l’on ment, Albin Michel, 1977.
- Le cadavre de Dieu bouge encore, Grasset & Fasquelle, 1975.
- Les intellectuels en chaise longue, Editions Plon, 1974.
- Les Catholiques et la gauche, Maspero, 1960.